# امامزاده هادی

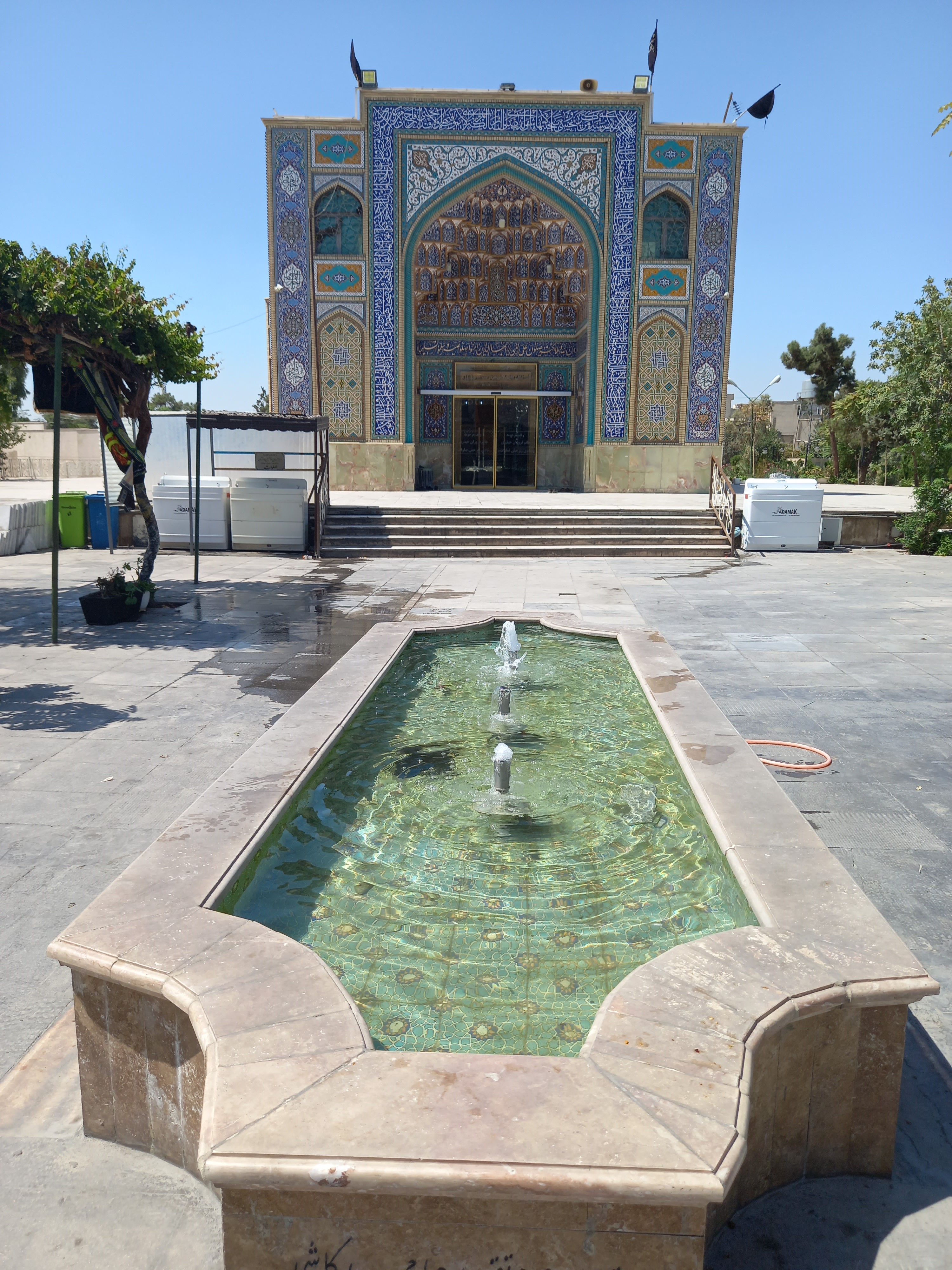
ایوان ورودی امامزاده هادی و زینب خاتون

آرامگاه امامزاده هادی، کنار جاده قدیم شهر ری به تهران بالاتر از بقعه ابن بابویه قرار دارد و دارای بنای آجر متناسبی از دوران صفوی است. در مکتوباتی از این مرقد، این امامزاده و خواهرش از نوادگان موسی کاظم یاد شده‌است.
هستهٔ اولیه بقعه بنائی چهارضلعی آجری از آثار دوران صفوی است. بقعه در سال ۱۲۸۶ قمری مرمت و احتمالاً مسجد بزرگ سمت غربی بقعه به نام مسجد ماشالله نیز در همان زمان به بقعه افزوده می‌شود. در این بقعه مدفن امامزاده «هادی» و خواهرش «زینب» از نوادگان امام هفتم دانسته شده‌است.
کتیبه به خط نستعلیق در بالای ضلع شرقی مرقد قرار گرفته که حاوی این عبارت می‌باشد: این مرقد شریف امامزاده هادی بن سراوین ابن امام موسی کاظم (ع با یک خواهرش زینب خاتون در اینجا شهید و مدفون می‌باشند و قاتل ایشان منصور دمشقی.